# Erich Weber (General)

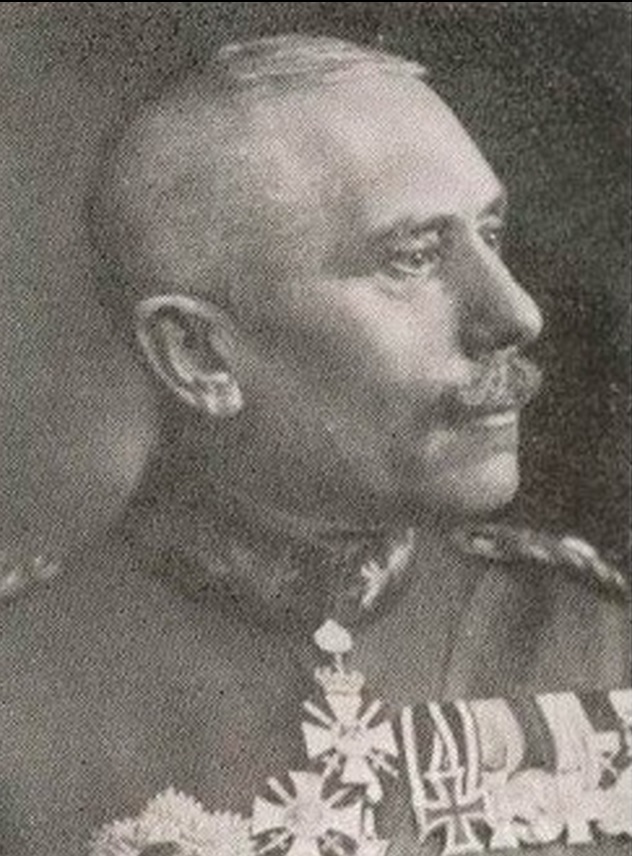
Erich Weber (um 1915)

Erich Paul Weber (* 12. September 1860 in Kamen; † 29. Oktober 1933 in Berlin) war ein deutscher Pionier-Offizier, der im Ersten Weltkrieg zunächst bei der Osmanischen Armee eingesetzt wurde und am Ende seiner Militärkarriere den Rang eines Generals der Infanterie erreichte.

## Leben

### Werdegang
Weber trat 1878 in die Preußische Armee ein und verbrachte seine gesamte Vorkriegskarriere bei der Pioniertruppe. Nachdem er Kommandeur des Schleswig-Holsteinischen Pionier-Bataillons Nr. 9 in Harburg gewesen war, wurde er am 14. April 1907 als Major in die 4. Ingenieur-Inspektion nach Metz versetzt. Hier wurde er als Ingenieuroffizier vom Platz des Festungsbereiches West eingesetzt und am 22. März 1910 zum Oberstleutnant befördert. Als solcher erhielt er am 22. Mai 1912 die Ernennung zum Kommandeur der Pioniere des XV. Armee-Korps in Straßburg. In dieser Stellung trug er die Uniform des in Straßburg garnisonierten 1. Elsässischen Pionier-Bataillons Nr. 15 und wurde am 19. November 1912 Oberst.

### Türkeimission

Offiziere der deutschen Militärmission bei der Abreise in die Türkei im Dezember 1913. Weber (5. von rechts) neben Otto Liman von Sanders, dem Leiter der Mission.

Weber, der als Spezialist im Festungswesen galt, gehörte zur Gruppe der ersten zehn Offiziere, die im Herbst 1913 für die Teilnahme an der deutschen Militärmission für die Türkei unter Otto Liman von Sanders ausgewählt wurden. Er wurde am 8. Dezember 1913 zur Disposition gestellt und trat nach der Ankunft in Istanbul am 14. Dezember in die Osmanische Armee über. Hier wurde er mit dem Rang eines türkischen Generalmajors (Mirliva) zum Generalinspekteur der türkischen Ingenieur- und Pioniertruppe (İstihkam Müfettişi) ernannt. Wenige Wochen vor Ausbruch des Ersten Weltkriegs begann er im Auftrag des osmanischen Kriegsministers Enver Pascha angesichts der im Juli 1914 (unabhängig von der Julikrise) wachsenden griechisch-türkischen Kriegsgefahr mit der Verstärkung der Küstenbefestigungen an den Dardanellen. Ab September 1914 stieß der Küstenartillerie-Experte Admiral Guido von Usedom mit zahlreichen deutschen Spezialisten hinzu, der die maßgebliche Leitung des Ausbaus der Küstenstellungen gegen die Gefahr von Seeangriffen an sich zog.
Ende März/Anfang April 1915 übernahm Weber als Kommandierender General das neu gebildete XV. Armeekorps der Osmanischen Armee auf der asiatischen Seite der Meerenge. Sein provisorisches Hauptquartier bezog er am 1. April 1915 in einem Gehöft in unmittelbarer Nähe zum antiken Troja und schob an den folgenden Tagen eine Division an die mögliche Landungsstelle der Alliierten nach Kumkale am Kap Sigeion vor. Am 18. April 1915 wurde er zum preußischen Generalmajor befördert und stieg dementsprechend zum osmanischen Generalleutnant (Ferik) mit dem von Sultan Mehmed V. verliehenen Titel eines Paschas auf.

### Schlacht von Gallipoli
Am Tag der alliierten Landungen, dem 25. April 1915, wurde in Webers Abschnitt eine Anlandung französischer Kolonialtruppen südlich von Kumkale trotz beträchtlicher taktischer Unsicherheiten und Fehler aufseiten der Verteidiger in der Nacht zunächst abgewehrt. Zum Ärger von General Liman von Sanders, der als Oberbefehlshaber der Osmanischen 5. Armee die Verteidigung der Halbinsel Gallipoli leitete, kam es jedoch an diesem Tag beim XV. Armeekorps zu einer Kommunikationspanne, als Weber dem Befehl zur Entsendung von Verstärkungen an die Nordgruppe unter Esad Pascha wegen fehlerhafter und verzögerter telefonischer Nachrichtenübermittlung erst mit einem Tag Verspätung nachkam. Den von Weber am Morgen angeordneten Rückzug über den Kleinen Mäander konnten die Franzosen nicht mehr ausnutzen, weil das französische Landungsunternehmen vom alliierten Oberbefehlshaber Ian Hamilton abgebrochen wurde. Es hatte sich von vornherein um ein Ablenkungsmanöver gehandelt, um die Verteidiger durch möglichst viele gleichzeitige Angriffe im Unklaren über die Hauptstoßrichtung zu lassen. Während Briten und ANZAC-Truppen für ihre jeweiligen Landungsplätze im Süden und im Westen der Halbinsel Gallipoli klare Vorgaben für die zu erreichenden Landgewinne (Eroberung bestimmter Höhenzüge) erhalten hatten, hatte das Ziel des französischen Angriffs in der Ausschaltung der türkischen Küstenartillerie bestanden. Keine der Landungsgruppen konnte ihre Ziele erreichen.
Im weiteren Verlauf des Gallipoli-Feldzuges erhielt Weber Anfang Mai 1915, knapp zwei Wochen nach der britischen Landung, im Tausch mit dem überlasteten und wohl auch durch eine Verwundung am Bein geschwächten Oberst Eduard von Sodenstern das Kommando über die Südgruppe der türkischen Verteidigungskräfte am Kap Helles. Dort waren die bisherigen Kämpfe wesentlich intensiver und blutiger gewesen als in Webers Verteidigungsbereich auf dem Festland, von dem er seinen gesamten Stab mitbrachte. Über zwei Monate befand sich Webers Gruppe danach im direkten Stellungskampf gegen die britischen Landungstruppen, deren Abwehr nur unter schweren Verlusten gelang. Zuletzt konnte Weber dabei nur noch langsame Fortschritte erzielen, was die Führungsebene der türkischen Heeresleitung beunruhigte. Diverse Rückschläge verstärkten die Vertrauenskrise und es kam zum Zerwürfnis mit Liman von Sanders, der Weber am 8. Juli 1915 als Befehlshaber der Südgruppe absetzte. Die Entscheidung für seine Ablösung war im Einvernehmen mit der osmanischen Führung gefallen und bildete den Auftakt für eine umfassende operative Umstrukturierung der südlichen Verteidigungslinie, um dem zunehmenden Druck der alliierten Invasionskräfte standhalten und den Gegenangriff entschiedener führen zu können. Limans Stab, darunter sein Stabschef Oberstleutnant Kazim Bey, der die Jungtürken im Armeekommando repräsentierte und sich kontinuierlich mit seinem Schulfreund Enver Pascha über die Lage austauschte, beurteilte Weber als guten Soldaten, der aber mittlerweile zu defensiv agiere und zu erschöpft sei, nachdem er seit dem 6. Mai praktisch ununterbrochen an der kritischsten Front der Schlacht gestanden hatte. Webers Nachfolger als Kommandierender General der Südfront wurde auf unmittelbare Intervention Envers am 9. Juli 1915 Vehib Pascha, der bisherige Oberbefehlshaber der Osmanischen 2. Armee.

### Einsatz an der Westfront
Ausgezeichnet mit dem türkischen Osmanié-Orden II. Klasse kehrte Weber im Oktober 1915 nach Deutschland zurück. Er wurde mit dem Patent als Generalmajor vom 18. April 1915 wieder in der preußischen Armee angestellt und an der Westfront eingesetzt. Er befehligte vom 22. Oktober bis 16. November 1915 die 100. Infanterie-Brigade, mit der er an der Herbstschlacht in der Champagne teilnahm. Anfang 1916 war er im Vorfeld der Schlacht um Verdun an den Planungen zur Eroberung der Festung Verdun beteiligt. Am 21. Dezember 1916 übernahm er die Führung der 9. Division an der Westfront und behielt dieses Kommando bis zum Waffenstillstand von Compiègne.

### Zwischenkriegszeit
Nach Kriegsende wurde Weber in die Vorläufige Reichswehr übernommen. 1919 kommandierte er die Reichswehr-Brigade 6 in Breslau und wurde im Herbst desselben Jahres zum Inspekteur der Pioniere und Festungen im Reichswehrministerium ernannt. In der angespannten Lage nach dem Kapp-Lüttwitz-Putsch im Frühjahr 1920 übernahm er in Güstrow das Kommando über die bis dahin von dem Generalmajor Paul von Lettow-Vorbeck befehligten Reichswehrtruppen in Mecklenburg und Pommern (Wehrkreis II), als dieser wegen seiner Zusammenarbeit mit den Putschisten nach dem Scheitern des Putsches entlassen wurde. Als Befehlshaber des Wehrkreiskommandos wurde Weber am 16. Juni 1920 zum Generalleutnant befördert und nach der Bildung der Reichswehr am 1. Oktober 1920 zum Kommandeur der 2. Division in Stettin ernannt. Am 15. Juni 1921 wurde er unter Verleihung des Charakters als General der Infanterie aus dieser Stellung verabschiedet und pensioniert.
Nach seiner Pensionierung wurde Weber Vorsitzender des von Hermann Ehrhardt und Franz von Stephani gegründeten, republikfeindlichen „Verbands nationalgesinnter Soldaten“ (V.N.S.), der in der Weimarer Republik mehrfach aufgelöst und verboten wurde und sich zuletzt „Völkischer Soldatenbund“ nannte. Er stand in enger Verbindung mit dem Jungdeutschen Orden und anderen radikalen Organisationen wie dem Verein ehemaliger Baltenkämpfer oder dem ehemaligen Grenzschutz Ost. Im V.N.S. sammelten sich desillusionierte jüngere Frontsoldaten aus der Gefolgschaft von Freikorpsführern wie Hermann Ehrhardt oder Gerhard Roßbach, die später vor allem maßgeblich zum Aufbau der SA beitrugen.
Um die Jahreswende 1923/24 verfasste Weber einen kurzen, nicht zur Veröffentlichung bestimmten Erfahrungsbericht auf 19 handgeschriebenen Seiten über seinen Einsatz während der Schlacht von Gallipoli, den er offenbar im Auftrag oder auf Wunsch von Carl Mühlmann anfertigte, der in der Südgruppe zu Webers Stab gehört hatte und jetzt im Reichsarchiv an der halboffiziösen kriegsgeschichtlichen Darstellung der Schlacht arbeitete.
Im Frühjahr 1929 wurde seine Rolle in der Zeit nach dem Kapp-Putsch in Mecklenburg und Pommern Gegenstand juristischer und öffentlicher Debatten, als General Weber als Zeuge im Stettiner Fememordprozess aussagen musste. Dabei räumte er ein, dass ihm als Befehlshaber im Wehrkreiskommando II auch die inzwischen illegalen Verbände des ehemaligen Reichswehr-Jägerbataillons 37 Roßbach unterstanden hatten und er von den getarnten Unterbringungen der Freikorpskämpfer als Arbeitskommandos in Gehöften und Weilern auf dem Lande wusste und auch gewillt war, sie „bei schwierigen Verhältnissen“ bewaffnet gegen linke Kräfte in Pommern einzusetzen, jedenfalls nicht konsequent ihre Entwaffnung betrieben hatte.

## Familie
Erich Webers Tochter Ingeborg (1893–1962) heiratete am 27. Mai 1916 den späteren Großadmiral Karl Dönitz. Das Paar hatte sich 1915 kennen gelernt, als Ingeborg Weber, die ihren Vater in die Türkei begleitet hatte, dort während des Krieges als Lazarettschwester tätig war, während sich Dönitz als Mitglied der Besatzung des Kleinen Kreuzers Breslau in der Türkei aufhielt. Ihre erste Trauung hatte in der deutschen Botschaft in Istanbul stattgefunden und war von dem dortigen Botschaftspfarrer Siegfried von Lüttichau vollzogen worden. Nachdem Dönitz im Juli 1919 aus englischer Kriegsgefangenschaft zurückgekehrt war und auch die auf den Kapp-Lüttwitz-Putsch folgenden Säuberungen des Offizierskorps der Reichsmarine im Sommer 1920 unbeschadet überstanden hatte, soll ihn der Rat seines Schwiegervaters maßgeblich dazu bewogen haben, seine Laufbahn bei der Marine fortzusetzen.

## „General-Weber-Kaserne“
In Höxter wurden zwischen 1934 und 1936 im Zuge der Aufrüstung der Wehrmacht umfangreiche Kasernenbauten für das seit 1934 in der Weserstadt stationierte Pionierbataillon errichtet. Um an den wenige Jahre zuvor verstorbenen Pionier Erich Weber zu erinnern, nannte die Wehrmacht den Komplex General-Weber-Kaserne. Auch als die Kaserne ab 1956 von der Bundeswehr genutzt wurde, behielt sie den Namen bei. Ab 1960 wurde der Standort erneut durch ein Pionierbataillon belegt. Aufgrund des 2018 reformierten Traditionserlasses soll die Kaserne, in der seit 1993 ABC-Schutztruppen untergebracht sind, im Ergebnis einer Anfang 2024 abgeschlossenen internen Überprüfung umbenannt werden, da Erich Weber nicht mehr als traditionswürdig angesehen werden kann. Anders als ursprünglich angekündigt wurde ein neuer Name bis zum Jahresende 2024 allerdings noch nicht gefunden.
Die Bundeswehr gibt auch auf Nachfrage keine Auskunft darüber, warum Weber als Namensgeber nach dem neuen Erlass ungeeignet ist. Bereits 2017 wurde eine Umbenennung der Kaserne diskutiert. Die damalige Bundesverteidigungsministerin Ursula von der Leyen hatte im Vorfeld der Neufassung des Traditionserlasses deutlich gemacht, dass Kasernen nicht mehr nach Wehrmachts-Offizieren benannt sein sollen. Anlässlich der seinerzeit auch in Höxter durchgeführten Begehungen von Bundeswehrkasernen zur Ausmusterung von Wehrmachts-Devotionalien wurde darauf hingewiesen, dass Weber davon nicht betroffen wäre, weil er ein Reichswehr-Offizier war und schon 1933 gestorben ist. Der damalige Kasernenkommandant und stellvertretende Kommandeur des ABC-Abwehrbataillons 7, Major Ralph Pfeffer, verlangte ein Vorgehen „mit Augenmaß“ und ließ durchblicken, dass er über eine Umbenennung der Kaserne nicht glücklich wäre. 2018 wies ein Lokalhistoriker in einer Veröffentlichung auf die schon länger bekannte Tatsache hin, dass Weber Vorsitzender eines militant antirepublikanischen Verbands war, der in der Weimarer Republik mehrfach verboten wurde. Nach Informationen der Lippischen Landes-Zeitung teilte er diesen Kenntnisstand dem Bataillon 2022 nochmals ausdrücklich mit. Daraufhin stellte der Bataillonskommandeur Oberstleutnant Michael Gorzolka im April 2023 einen „Antrag auf finale Prüfung der Traditionswürdigkeit von Generalleutnant Erich Paul Weber“ beim Zentrum für Militärgeschichte und Sozialwissenschaften der Bundeswehr in Potsdam, die zu dem negativen Ergebnis geführt hat. Der neue Kommandeur des ABC-Abwehrbataillons 7, Oberstleutnant Michael Mosig, kündigte im Februar 2025 an, im Zuge der unter seinem Kommando geplanten Umbildung des Bataillons zu einem Regiment mit elf Kompanien solle auch die Umbenennung der Kaserne in Höxter vollzogen werden.